# Americas Tower
Americas Tower (cunoscut și ca 1177 Avenue of the Americas) este un zgârie-nori de 50 etaje (211 m) în cartierul Manhattan din New York City. Construcția sa a început în 1989 și se aștepta ca inaugurarea să aibă loc în 1991, dar planul a fost dat peste cap din cauza unor procese juridice. Lucrările de înălțare a edificiului au fost reluate în februarie 1991, iar în 1992 el era gata.
Clădirea a fost construită sub influența a două stiluri arhitecturale — Art Deco și postmodernism. Fațada, de culoare roză-roșiatică, este alcătuită din granit șlefuit. Clădirea a fost vândută în 2002 unui grup de investitori germani și americani pentru suma de 50 milioane dolari SUA. În prezent, ea aparține companiilor Paramount Group și Siemens Kapitalanlagegesellschaft.